# DARKER THAN BLACK -流星の双子-
『DARKER THAN BLACK -流星の双子-』（ダーカーザンブラック りゅうせいのジェミニ）は、MBS・TBS・CBCで2009年10月8日から12月24日まで放送されたBONES制作の日本のアニメ作品。全12話。2007年に放送された『DARKER THAN BLACK -黒の契約者-』の続編である。

## 作品概要
本作は前作『DARKER THAN BLACK -黒の契約者-』から2年後の世界であり、冬のロシア・ウラジオストクから物語が始まる。前作に登場していた一部のキャラクターを引継ぎながらも、本作から登場する数多くの新キャラクターを交えての展開となっている。
シリーズを通しての主人公である「黒（ヘイ）」と、今作のもう一人の主人公「蘇芳・パブリチェンコ」の二人の視点でストーリーが描かれる。
前作はTBS系列10局での放送であったが、本作はMBS・TBS・CBCのみで放送となった。これに先立ちMBSでは、同年10月3日の『アニメシャワー』第1部枠にて、未放送であった第1期『DARKER THAN BLACK -黒の契約者-』の第26話（DVD第9巻、Blu-ray BOXに収録）が「特別編」としてテレビ初放送されている。前作では商品名などを明示するものがあったが、今作では他の作品同様、名称に多少の変更が加えられた。
また、本作放送開始と同時期の2009年10月より2011年1月まで『ヤングガンガン』（スクウェア・エニックス）にて、前作の直後を描いた『DARKER THAN BLACK -漆黒の花-』が連載された。
さらに同年12月からリリース開始された本作のDVD・Blu-rayの偶数巻には、前作『DARKER THAN BLACK -黒の契約者-』と本作『DARKER THAN BLACK -流星の双子-』との間の空白の2年を繋ぐエピソードとして『DARKER THAN BLACK -黒の契約者- 外伝』が1話ずつ収録された。同作は全4話の完全新作OVAとして制作されている。
2011年、1月3日の12時よりTOKYO MXで全話が一挙放送された。また8月 - 9月にも平日毎夜24時より帯放送された（これは地デジのみでの初の放送となった）。

## あらすじ
突如東京に出現した謎の不可侵領域「地獄門」（ヘルズ・ゲート）。それに呼応するかのように世界中で「契約者」と呼ばれる特別な能力を持つ者たちが現れた。ゲートの秘密を得ようとする各国の諜報機関は「契約者」を利用し、エージェントとして東京に送り込まれた彼らは異能の戦いを繰り広げる。その果てに起きた未知の災厄「トーキョー・エクスプロージョン」より2年、冬のロシアを舞台に新たな物語が始まる。

## 世界設定
『DARKER THAN BLACK -黒の契約者-』から2年後の世界が舞台である。ゲートの出現と同時に本物の空が消失しており、「契約者」やゲート由来の超常的な現象・物体が存在している、といった基本的な設定は前作から引き継がれている。前作では物語の最後で、秘匿されていた「契約者」の存在が一般に認知されつつあることが語られたが、今作においては冒頭からの設定となっている。

## 登場人物
各人物が所属する組織についても触れる。

### 主要人物
黒（ヘイ）
声 - 木内秀信
本シリーズの主人公。主な詳細は『黒の契約者』を参照。
メシエコードはBK201。契約能力は「電子を自在に操る」（物質変換能力のうちの電撃）。不精ひげに伸びた髪の風体で登場し、度々酒を摂るようになっている。
CIAから受けた任務に従い、紫苑と流星核を求めロシアへと渡る。以前と同じく黒いコートと白い仮面を身に纏い、強力な戦闘能力を見せたが、三号機関の対契約者兵器によって契約者としての能力を失い、偽りの星「BK201」も消失する。
紫苑の行き先と思された池袋を目指し、蘇芳を連れウラジオストクから北海道・札幌へ。クライアントのマダム・オレイユの依頼により蘇芳をエージェントとして訓練し、イザナミ破壊任務を請ける。イザナミの正体が銀であったことからそれを追い、東京までの道中、三号機関、FSBの追っ手から蘇芳を守り戦う。
現在は無精髭が生え、髪も伸び、酒浸りとなっており、「黒の契約者」時代に比べると心身共にかなり荒んでいる。
当初、蘇芳とは不仲であり黒は彼女に対してしばしば暴力を振るった。しかし共に旅するうちに互いに心を開くようになり、彼女の要求を受けてからは飲酒を断つ。だが埼玉にてターニャが射殺されたことを巡り蘇芳は彼の元を離れ、上京は別行動となった。東京では潜入工作のため身なりを整え、かつて同様の容姿に戻り単身イザナミの行方を追う。
再び蘇芳の前に現れた彼は、連れ立っていた未咲を倒しその命をも奪おうとしたが、蘇芳によりそれは止められた。自身が「本来の蘇芳」でなかったことを知った彼女に黒は「自分が知っているのは今の蘇芳だ」と言葉を掛ける。
全ての決着を付けるべく旧第18研究棟へと黒は赴き、彼を仇と相手取る葉月と激しい戦闘を繰り広げた。倒される寸前まで追い詰められるも、小林により疑いが解かれ難を逃れ、冷凍保存装置の中の銀の元に辿り着く。だが、すでに彼女には本質がなくイザナミは覚醒していた。
蘇芳がイザナミと対峙して流星核を砕かれた際にはその場、ゲート中心核にて記憶と命を失い眠りにつく蘇芳を腕の中で看取った。そして紆余曲折の末、イザナミ――銀と邂逅。銀の自らの命を絶つ求めに微笑を返し、「BK201」の星が復活する。銀と何らかの交渉を行い、生死不明となるが最終話のエンドロールシーンにて銀を抱えた黒が何処とも無く姿を消す様子が描かれている。
蘇芳・パブリチェンコ（すおう・パブリチェンコ）
声 - 花澤香菜
『流星の双子』のもう一人の主人公。ロシア・ウラジオストク在住の少女。13歳。
ロシア人の父と日本人の母を持つハーフで、双子の弟・紫苑とは同様の赤毛を持つ。一人称は「ボク」。写真を撮ることが趣味で明るく活発な性格。平凡な日常を暮らしていたが、クラスメイトのターニャが契約者となったことから始まり契約者、ゲートに纏わる事件に巻き込まれていく。
パブリチェンコ家に強行捜査を行ったFSBの手から逃れる中、紫苑から「お守り」であるペンダント（流星核）を託され、黒と出会う。紫苑のメッセージによりその行き先が東京・池袋であることが示され、蘇芳は黒に連れられウラジオストクを発つ。その間際、ターニャによって殺されたニカの死を目の当りにして、契約者として覚醒した。
メシエコード不明。契約能力は「流星核から対戦車ライフルを取り出す」、契約対価は「折り紙を折ること」。ただ、契約者となっても感情を多く見せており、当初、黒のことを嫌って言動に顕にしていた。しかし困難な旅や戦闘を共に経験するにつれ徐々にその気持ちも変化する。
東京で再会（実際には初対面）した母・麻子から、8年前の“組織”内部の抗争により「本来の蘇芳」が既に死亡していることを聞かされ、自身の正体を知る。そして同じく東京で再会した黒に、涙と共に自らの想いを語った。銀を探し出し、決着をつけるため行動する黒を見て、蘇芳もまた紫苑のもとへと赴く。ようやく辿り着いた先の池袋にて父・ミハエルから彼女は全てを聞かされる。
「現在の蘇芳」は2年前に紫苑が自分自身をコピーして生まれた存在であった。紫苑の能力の性質上、性別だけが変わり「女性の紫苑」として彼女となった。彼女の記憶は紫苑が想像したものをミハエルがMEで移植したものだが、記憶定着は不完全であり、流星核を補助に用いている。
そのためゲート中心核でイザナミと対峙した際、流星核が砕かれたことにより蘇芳は全ての記憶を無くす。イザナミにより命も失うが、最後には「もう一つの地球（弓張り月）」に転生し、日本で両親と共に再び平穏な日常を暮らす姿が描かれた。

猫（マオ）
声 - 沢木郁也
詳細は『黒の契約者』を参照。45歳。前作では黒猫の姿であったが、今作では能力により、蘇芳のペットのモモンガ・「ペーチャ」に憑依した。
動物の意識を乗っ取る契約能力を持つ。前作では猫に憑依して活動していた。動物の脳の容量では人間と同じように複雑な思考や戦略を巡らせることは不可能なため、組織のサーバーからバックアップを受けることで足りない容量を補っていた。終盤に組織を裏切ったことでバックアップを絶たれ、人としての意識が保てなくなり消滅したが、サーバーに保存されていた過去のバックアップ・データにより復活。ペーチャに憑依して契約者同士の戦闘に巻き込まれた蘇芳を助ける。以後、黒、蘇芳、ジュライと行動を共にし、東京までの旅を続けた。黒と同じくマダム・オレイユに雇われている。
第10話にて人間の体を持っていた頃の過去が描かれ、本来、日本への留学経験がある中年男性であったことが明かされた。“門”出現の数日前にも日本に滞在しており、偶然妊娠中の蘇芳、紫苑の母親・麻子に出会っている。その後、契約者となり入った“組織”での任務でモスクワの大学に黒猫の姿で潜入。そこでも幼い蘇芳、紫苑を連れた麻子を見かける。しかし“組織”内の抗争により爆破事件が発生。その蘇芳が死亡した事件に巻き込まれる形で彼は本来の肉体を失った。
雇い主であるオレイユとは過去深い関係であった模様。彼女が猫を指して呼んだ名は「リカルド」。
最終話では流星核を砕かれた蘇芳の元へ未咲と共に駆け付けようとして、「BK201」の星の復活を目の当たりとする。同話エンドロールシーンではその後、ペーチャの姿で未咲達と共に「新しい“組織”」として行動している様子が描かれている。
ジュライ
声 - 浅井清己
前作から登場した少年のドール。ガラスと金属を媒介に、観測霊を操る。
MI6のエージェントであったが、蘇芳が契約者として覚醒した際に反応し、以後は黒や蘇芳らと行動を共にする。能力により蘇芳の射撃のサポートを行うなど、彼らの活動の助力となる。旅をする中、蘇芳らと触れ合い、人間らしい感情を表すようになっていく。
最終話ではゲート内にて現れたオーガスト7（実体かどうか定かでない）に、はっきりと「蘇芳の元に居たい」と意思を示した。ゲート中心核で蘇芳と共にイザナミと会うが、その能力により魂を奪われて死亡する。しかし同話の最後にて「もう一つの地球」に普通の少年として転生し、同じく転生した蘇芳とサンシャイン国際水族館で擦れ違い笑顔を見せるシーンが描かれている。
紫苑・パブリチェンコ（しおん・パブリチェンコ）
声 - 桑島法子
蘇芳の双子の弟。13歳。 隻眼で包帯のような白い眼帯付けている。紫苑が与えた蘇芳の記憶では2年前、流星落下による事故に遭い、両足と右目を負傷し、契約者となったのもその時とされていたが、実際には「生まれつきの契約者」という特別な存在。
メシエコード不明。契約能力は「物体をコピーする」。しかし、コピーした物体は必ずどこかが本物と異なる。契約対価は「コピーした物体の規模に応じ、一定期間のみ車椅子生活となる」。契約者らしく合理的で冷淡な性格だが、蘇芳に対しては何かしらの感情を抱いている様子がある。
パブリチェンコ家がFSBの強制捜査を受ける直前、「対価は払い終えた」と自らの足で立ち、蘇芳の前からも姿を消す。彼の存在は父親・ミハエルにより社会的には完全に隠蔽されており、FSBをはじめとする各国諜報機関ですら掴んでいなかった。やがてイザナミと出会うことで世界に災厄をもたらすという「イザナギ」が彼自身であることが明らかとなっていく。
ミハエルと共に逃れた先の日本では再び車椅子を使用しており、大宮公園のプール施設にて蘇芳と対したターニャを射殺した際にも、足が不自由である模様だった。また大宮の現場には紫苑が使用した、蘇芳の使うデグチャレフPTRD1941と同型のライフルが置き去りにされていたが、左利き仕様であることから紫苑の能力によるコピーであることが匂わされる。これらのことから、紫苑は都度能力を使っており、その対価を支払っていることが仄めかされた。また第10話では、水槽を泳ぐ小さなクジラを指して「ついでにコピーしてみた」と言っており、疲弊した様子となっていたことから何らかの大規模のものをコピーした後と思われる描写がなされている。
物語終盤ではゲート内にて蘇芳と再会するが、イザナギである彼は地球をコピーしたため、その大きすぎる対価により命が長くない状態であった。蘇芳と共にゲート中心核へと赴くも死亡したが、紫苑の望み通りに蘇芳たちは彼が生み出した「もう一つの地球」に転生した。最後に蘇芳を「お姉ちゃん」と呼び、彼の魂もイザナミに誘われたが、その行き先は不明である。
紫苑は、マダム・オレイユやミハイルと共に、ゲートや契約者のない「もう一つの地球」を創る計画の推進者であり、彼自身が実行者であった。
銀（イン）
声 - 福圓美里
詳細は『黒の契約者』を参照。19歳。
黒の前から行方不明となっていたが、三号機関が「イザナミ」と呼ぶ“重要物資”は彼女であることが第6話にて明かされる。銀は自身の内に宿るイザナミの覚醒を抑えようとするが、第10話にてイザナミは覚醒する。
最終話にてゲート内で黒と出会った際にはイザナミである人格と、本来の彼女の人格が同時に姿を現した。本来の銀は自身の命を絶つことを黒に求め、彼はそれに応じた様子とされている。
黒と共にその後の生死は不明であるが、エンドロールシーンでは黒に抱えられて、共に姿を消すシーンが描かれている。

### 三号機関
総務省を隠れ蓑に、“組織”の残党殲滅を目的に設立された日本の諜報機関。天文部より接収したドールシステムも保有する。
霧原未咲（きりはら みさき）
声 - 水樹奈々
詳細は『黒の契約者』を参照。29歳。
警視庁公安部外事四課の課長として契約者とそれに関する事件を捜査していたが、今作では八丈島警察署へ左遷されて署長を務めていた。独自に黒（BK201）の行方を追っており、斎藤からは三号機関について警告されるが、その目的のために小林からのスカウトに応じて同機関のメンバーとなる。
三号機関での肩書きは、総務省統計局統計調査部第二捜査課第三係長補佐・一ノ瀬弥生（いちのせ やよい）。黒の足取りを追う中、マダム・オレイユの助言からアンバーのメッセージを探し当て、三鷹文書の所在を突き止める。
最終話ではゲート内にてオレイユから彼女が紫苑、ミハエルと共に企てた全てを聞かされ、イザナミと対峙し流星核を砕かれた蘇芳の元へと駆け付けようとする。その際に「BK201」の星の復活を見て光に包まれ、ゲート内の現象か幻のような空間にて銀に手を伸ばす黒の姿を見た。
エンドロールシーンではオレイユや猫、小林と共に再び起こり得るかも知れぬ何かの為に「新しい“組織”」として活動している様子が描かれており、未咲のモノローグで行方不明となった黒が生きていることを信じ続けていることが語られる。
小林吾朗（こばやし ごろう）
声 - 大友龍三郎
三号機関のメンバーの男性。鎮目達の上司。未咲を三号機関にスカウトした。三号機関での肩書きは、総務省統計局捜査部第二査察課課長。沈着冷静な性格をしている上、普段はスーツ姿で分からないが、体形は筋肉質であり、アサルトライフルなどの扱いにも手馴れている。
最終話では黒を耀子を殺した仇として追い詰めた葉月、その戦いの場である旧第18研究棟に現れ、耀子殺害の真犯人を告げた。エンドロールシーンでは未咲らと共に「新しい“組織”」のメンバーとして活動している様子が描かれている。
鎮目弦馬（しずめ げんま）
声 - 三宅健太
三号機関のメンバーの男性。契約者。三号機関での肩書きは、総務省統計局第二査察課第三係長代理。
メシエコードは不明。契約能力は「周辺の硬化物体をまとう」。能力の発動により装甲のようにまとった物質で銃弾を弾き返し、拳はコンクリートの壁をも粉砕可能な力を発揮する。全身に装甲とした物質をまとった姿は、それが鉱物である場合は石像のような異形となる。また物質は全身だけでなく、腕など身体の一部分のみに纏うことも可能。契約対価は「（自分に）灸を据えること」。
紫苑（蘇芳）、そして流星核を巡り黒と対する。普段はセクハラまがいの発言も目立つ飄々とした男だが、時に契約者らしい残虐な一面を覗かせる。また三号機関の真相に着眼し未咲を誘って密かに行動するが、その言動は未咲にも不透明。イザナミの居所を知る耀子が黒に拉致され殺された事件を契機に、正体を現し始める。
ゲイで少年愛の気があり、その性癖からも紫苑を狙っていた様子。最も甚だしく蘇芳を紫苑と誤認しており、第11話で蘇芳と再び出会った際にはようやく気が付いた。その蘇芳と戦い追い詰めるが反撃され、デクチャレフの14.5x114mm弾をまともに額に受け倒される。まとった装甲の上からの射撃であったため気を失うに止まったが、結果蘇芳には逃げられた。
その後、CIAの内通者であることが明らかとなる。最終話にて耀子を殺した者が彼であることが語られた時には、すでに米軍海兵隊を率いてイザナミ確保のため旧第18研究棟を襲撃していた。だが耀子の復讐に燃える葉月に兵士を皆殺しにされ、一騎討ちとなる。その果ては装甲のない目の部分に葉月の木刀が突き刺さり倒れた姿として、エンドロールシーンに描かれた。
葉月水無（はづき みな）
声 - 斎賀みつき
三号機関のメンバーの女性。黒髪のロングストレート、高い身体能力を持つ契約者。
メシエコードは不明。契約能力は「物体を白刃に変える」。能力により変化させた木の枝などを手裏剣のように使い、木刀を真剣と化す。戦闘時には口元を隠すマスクを着用し、黒と渡り合うほどの力を見せる。契約対価は「男性と唇同士のキスをする」。契約者となった自分を一族から放逐した祖父とは確執がある。
レズビアンであり耀子には同僚以上の感情を抱いていた様子。
幾度にわたり黒と戦いを繰り広げた。旧第18研究棟での戦いでは、彼が耀子を殺害したと目されたため仇として相手取り、手に掛ける寸前にまで追い詰める。しかし、その場に現れた小林により耀子に手を下したのは鎮目であることが告げられ、葉月は鎮目が施設に率いた米海兵隊の中に単身斬り込み、皆殺しにした。そして裏切り者、鎮目との一騎討ちの末、耀子の仇を取り亡き者とする。その後の消息は不明。
沢崎耀子（さわさき ようこ）
声 - 吉住梢
三号機関のメンバーの女性。鎮目と葉月のアシスタント。眼鏡を掛けた清純可憐な巨乳。葉月にキスされたり鎮目にセクハラ発言の相手にされたりと振り回されているが、未咲に忠告するなどの一面も見せるなど、何事か裏の事情に通じている様子。
イザナミの保管場所である旧第18研究棟の場所を知る数少ない者の内の一人であったため、黒に拉致され薬物により自白させられる。気を失った彼女はその場に放置されたが、鎮目により拷問され惨殺された。
ミチル
声 - 林真里花
ノリオの母にして、レバノンの妻。ノリオが3歳の時に契約者となり出奔した。札幌にて黒らを追う三号機関のメンバーとして登場。メシエコードは不明。契約能力は「水を自在に操る」。契約対価は「菓子を作ること」。
かつてはお菓子作りが趣味のごく平凡な女性であった。対価としてケーキを焼くため、10数年ぶりにレバノンら親子の自宅でもあるバー「ノアの箱舟」を訪れる。家族と再会し僅かながらも息子への思い遣りを見せたが、あくまでエージェントの活動を続け蘇芳と接触。現れた銀の観測霊（イザナミ）により能力が暴走。自殺させられる。

### 主要人物の関係者
ミハイル・パブリチェンコ
声 - 堀勝之祐
蘇芳と紫苑の父親で、ME研究の第一人者。蘇芳が紫苑に近付くことは忌避しており（理由は定かでない）、度々紫苑の部屋へと足を運ぶ彼女に厳しく言いつける。また妻・麻子とは別居中。
パブリチェンコ家にて流星核と紫苑を確保するため現れた黒の手に掛かり殺される。FSBの強行捜査から逃れる蘇芳はその様子を知り、そのためもあり当初、黒とは仲を違えていた。蘇芳の2年前の記憶では、狩猟の技術を子供に教えるなど良き父であった様子。FSBにより他殺体として発見され当局のDNA鑑定で本人と断定される。だが諜報機関らは東京で彼の姿を確認、実際に日本で紫苑と共に行動していた。
かつて“組織”に所属していたことが未咲への麻子の告白で語られる。内部抗争の爆破事件で蘇芳を失った彼は、我が子の遺体をMEに掛ける手段（詳細は不明）に及んだ。それを目の当たりとした麻子は夫の行為を拒絶。彼女との別居はそのことが原因となっていた。
池袋にて蘇芳と再会したミハイルは、殺された彼は紫苑の能力でコピーされたものであると言い、蘇芳の過去の記憶も紫苑が与えたものであると全てを明かす。しかし父親としての彼の子供たちへの思い遣りは真実のものであった。そのため三号機関の契約者の攻撃から蘇芳を庇い重傷を負ってしまう。鎮目を退けた蘇芳だったが時すでに遅く、ミハイルは「蘇芳は蘇芳である」と親の愛情を示して息を引き取る。
鎮目ら三号機関の追っ手が発見した彼の遺体には蘇芳の折り紙が添えられていた。
彼は紫苑、マダム・オレイユらと共にゲートや契約者のない「もう一つの地球」を創る計画の推進者だった。最終話では「もう一つの地球」に転生し蘇芳や妻と共に平穏な暮らしを送っている姿が描かれている。
牧宮麻子（まきみや あさこ）
声 - 玉川紗己子
蘇芳と紫苑の母親。写真家で、東京ゲート周辺の写真集を出している。夫や子供達とは別居しており、東京で暮らす。
東京で母親を探した蘇芳はその末に彼女と出会い、母娘は互いに喜びあう。しかし麻子は家路へと付いた車内で蘇芳の「自分は紫苑ではない」との言葉を聞き突如恐慌した。その時まで蘇芳のことを紫苑だと思っていた彼女は「蘇芳は死んだ」と言い、「蘇芳」を否定する。その翌日、麻子は蘇芳と知り合って事情を聞きに訪ねた未咲に、過去の爆破事件で娘を失ったことを伝えた。それを物陰で聞く蘇芳は、自身が「本来の蘇芳ではない」ことをはじめて知る。
麻子のその後は不明であるが、最終話では「もう一つの地球」にて蘇芳や夫と共に平穏に暮らしている様子が描かれている。
マダム・オレイユ
声 - 幸田夏穂
ジョン・スミスが接触する金髪の謎多き女性。「伝説の情報屋」と噂されており、対価さえ払えば、誰であろうがどんな情報も提供する。黒を雇っていた本来のクライアントであり、猫も彼女に雇われる立場にあった。しばしば未咲、蘇芳の前に現れ情報を伝える。
その実体は、紫苑、ミハエルらと共に「もう一つの地球」を創る計画の推進者であり、全ての謎を掴んでいた。
人間時代の猫とは恋愛関係にあった様子。なお「オレイユ」はフランス語で「耳」の意である。
アリエル、ベレニス
声 - 高平成美（アリエル）、真堂圭（ベレニス）
マダム・オレイユと行動を共にしているドール。金髪の双子。蘇芳の契約者としての覚醒、「もう一つの地球」の出現など、重要な局面において予言めいた言葉を口にする。
最終話のエンドロールシーンでは「新たに開いたゲート」（詳細不明）に向けて観測霊を飛ばす様子が描かれている。

### MI6
イギリス情報局秘密情報部（SIS）。
エイプリル
声 - 本田貴子
前作から登場。契約能力は「空中の水分を集める」。契約対価は「飲酒」。27歳。
ミハエルの研究所で研究員・「ベラ」として潜伏していた。蘇芳を連れて逃げる途中遭遇したゴランを倒すも、戦闘後の不意を衝いた黒に殺される。
オーガスト7（オーガストセブン）
声 - 松風雅也
MI6のエージェント。「マジシャン」と呼ばれる男性の契約者。
メシエコードは不明。契約能力は「タネの無い本物のマジック」（厳密に言うならば「周囲の空間を歪める」）。自分の周囲の空間を歪めて、自身に向けて撃たれた銃弾を通過させ、逆に撃った相手に撥ね返し、剣や拳銃を何も無いところから取り出し、さらにナイフの刺突を体に透過させるように躱すなど、二つ名に違わぬ変幻な戦闘を見せる。契約対価は「手品のタネを明かすこと」で、自身の対価を「マジシャンにとっては拷問」だと嘯く。
黒との戦闘では有利に立ち振る舞うも、コートを利用して空間歪曲を封じた黒の電撃を浴び敗北。その後、意識が無い間に、鎮目によって撲殺された様子だったが、最終話ではゲート内でジュライの前に姿を現す（ゲート内の現象による幻なのか、実際に生きていたのかは定かでない）。

### FSB
ロシア連邦保安庁。
ゴラン
声 - 真殿光昭
FSBのエージェント。契約者。メシエコードは不明。
契約能力は「短距離の超スピード移動」。契約対価は「ハンバーガーを食べること」であるが、必ずしも本人はハンバーガーを好んでいない。能力は走っての移動であるため、発動の度に身体に負担がかかり筋肉痛となる様子。紫苑と流星核の確保に当たる中、蘇芳を連れたエイプリルと交戦。エイプリルの降らせた雨の水滴が高速移動による相対速度で全身を貫いてしまい死亡する。
コズロフ
声 - 竹田雅則
FSBの大佐。契約者の有用性に否定的であり、その部分でレプニーンとは反目しあう。出し抜こうと兵士を引き連れ紫苑（蘇芳）の身柄を狙って赴くが、黒やオーガスト7ら契約者たちの力の前に及ばず、「パブリチェンコ博士の子供」――蘇芳を逃してしまう。追撃しようとするも、新たに介入した契約者――鉱物の装甲を纏って現れた鎮目に部下共々殺される。
レプニーン
声 - 小室正幸
FSBの情報部少佐。契約者の育成と管理運用を担う。契約者となったターニャを確保しエージェントとして配下に加えた。ウラジオストクにて黒達を取り逃がした後は、ミハエルを東京で目撃したとの情報によりターニャと共に訪日。吹雪で足止めされた北海道にて黒、蘇芳らの足取りを掴み追う。
東京行きの寝台特急カシオペア内で待ち構え、食堂車にて黒を懐柔しようと交渉を持ちかけ食事を振舞う。その際に、かつて自分の姪をイリヤに殺されたことから、契約者を信用する反面嫌っていることを語った。蘇芳も含めて勢力下に置くことを図り、拒否した場合は列車に仕掛けた爆弾を爆発させ乗客を巻き込むと脅迫したが、そのつもりのない魂胆を見抜いた黒に実力で制されて失敗に終わる。
フォークで右手を貫かれる傷を負いながらも、ターニャに指示して列車を停止させ、埼玉・土呂付近にて車外へと出る。同じく車外へと出た黒と対するも追い詰められ、ナイフの刺突にて反撃を試みるが、敵わず返され逆に自身が刺される。今際にイリヤを殺したのが黒であることを確認した彼は、満足げに微笑んで息絶えた。
ターニャ・アクロウ
声 - 石川由依
蘇芳のクラスメイト。純真でおっとりとした少女だったが、突然契約者となる。メシエコードは不明。契約能力は「虫の大群を操る」、契約対価は「自身の髪の毛をむしること」。
ニカに告白されて交際することになったが、その翌日に契約者となり心配するニカを拒否して能力でバッタ類の大群をけしかけて攻撃した。直後にFSBのエージェントに徴用されレプニーンの指揮下に入り、蘇芳を捕える任務に就く。ウラジオストクから発とうとする蘇芳の前にはだかり、そこに現れたニカを餌食として殺害するが、それが切っ掛けとなり契約者として覚醒した蘇芳に退けられ、結果、逃げられる。
その後、レプニーンらと共に訪日。寝台特急カシオペア車内にて、黒と交渉するレプニーンの手札として蘇芳を捕える。その折、かつてニカに抱いていた恋心や、ニカと親しかった蘇芳に対する嫉妬心があったことを告げた。しかし、レプニーンと黒との交渉の決裂により能力を発動して、線路を阻んで列車を停止させ、蘇芳を車外へと連れ出す。
大宮公園のプール施設にて蘇芳を追い詰め降伏を勧告するターニャは、蘇芳が拒んで掛けたプールの水を浴びた拍子にかつての夏の日のことを思い出す。蘇芳ら仲間と共にプールで遊んだ記憶に契約者でありながら微笑を浮かべたターニャだったが、そんな様子も束の間、レプニーンの通信の声で我に返り、再び攻撃。デグチャレフPTRD1941を現出させるも引き金を引くことの出来ない蘇芳と対峙する。
何者かによりターニャは狙撃され、あえなく死亡した。蘇芳に代わって引き金を引いたのは、離れたビルの屋上から長距離射撃を行った紫苑であった。

### その他
ジョン・スミス
声 - 中田譲治
CIA（アメリカ中央情報局）に属する男性。サングラスをかけ、左目に傷がある。マダム・オレイユと頻繁に連絡を取っている。『孫子』など中国の兵法に傾倒している。鎮目のクライアント。
第11話にて米軍海兵隊を引き連れて池袋に現れ、鎮目と連携してイザナミ確保を目論む。
その後、結果彼らの働きにより米国はゲートを手中に収め、東京を制圧。しかし彼自身はゲート中心核で「門より出し者」に魂を奪われ殺された。それらの様子が最終話エンドロールシーンにて描かれている。
ニカ・ロバノフ
声 - 坂巻亮祐
蘇芳と同じ写真部に所属する一つ上級生の少年。14歳。
ターニャに告白し付き合うことになるが、その翌日に契約者となった彼女に攻撃されてしまい負傷する。病院に送られFSBに連行されかけるが、その手を逃がれ抜け出した。蘇芳に再会するも別行動を取りターニャを捜し出すが、彼女の能力により全身を蝕まれて地獄の苦しみを味わいながら殺される。
ノリオ
声 - 野村勝人
札幌で蘇芳らが出会った若者。派手な身なりの友人らと徒党を組んでいて、蘇芳に一目惚れする。性格はひどく楽観的で、良くも悪くも大らか。しかし母・ミチルの死を目の当たりにして、蘇芳の仕業と誤解してしまう。
レバノン
声 - 楠大典
ノリオの父で、オカマ。バー「ノアの方舟」を経営する。妻が契約者であったせいか、蘇芳にも偏見を持たず面倒を見る。ノリオが生まれた頃は一般的な父親であった様子。
理花子（りかこ）
声 - 生天目仁美
裏社会の便利屋である女性。黒が北海道を脱出するため手筈を依頼した。しかしドールの密売にも関わっており、そのため裏切って東北地方にてジュライを拉致。救出すべく来た蘇芳によって重傷を負わされ、そこに現れたイリヤに殺される。
イリヤ・ソコロフ
声 - うえだゆうじ
SVRのエージェント。契約者。メシエコードは不明。契約能力は「脳内麻薬に似た物質を生じさせ相手を死に至らしめる」ことであり、対象者を安楽のうちに殺すことができる。契約対価は「残酷な絵を描くこと」。
一見理知的な雰囲気の青年だが、契約者になる前は女性ばかりを狙うシリアルキラーであった様子。SVRの評価では有能な契約者だが、レプニーンには姪を殺していることから嫌悪される。
ドールの密売ルートを経て理花子の足取りを追って現れ、彼女を殺害。ジュライと蘇芳、猫らを捕らえたが、彼らを追って現れた黒によりワイヤーで首を絞められ死亡。
久良沢凱（くらさわ がい）
声- 松本保典
前作から登場。久良沢探偵事務所の私立探偵。東京に来た蘇芳の成り行きの依頼を受け、母親を一緒に探す。ワキガ、水虫に加え、飴耳であることが判明する
茅沼キコ（かやぬま キコ）
声 - 加藤英美里
前作から登場。久良沢探偵事務所の助手を務める女性。埼京線の電車内で風邪を引いて寝込んでしまった蘇芳を助け、その縁で母親を探す。蘇芳を漫画『薔薇のモーリス』のキャラクターに似ていると目をつけてコスプレをさせた（ついでに一緒にいたジュライも女装させた）。

## 作中用語
『DARKER THAN BLACK -流星の双子-』での新たなものを表記する。その他は『DARKER THAN BLACK -黒の契約者-』を参照。
トーキョーエクスプロージョン
2年前、東京地獄門で起きた事件。
流星核（りゅうせいかく）
蘇芳が持つ琥珀色のペンダント。FSBによるパブリチェンコ研究所への強制捜査の際、紫苑が蘇芳に託した。三号機関の対契約者兵器に反応し、同時に蘇芳は契約者となった。蘇芳が能力を使う際にはこのペンダントからライフルが現出する。蘇芳の記憶を定着させる機能も併せ持つ。
三鷹文書（みたかぶんしょ）
日本政府の一機関によって秘密裏に保管されてきた謎の予言書。50年前に「未来の記憶を持つ老婆」が語った内容を書き写したものとされ、この文書の予言内容が実現されるのを阻止するために“組織”が発足した。
オレイユが未咲にこれの存在を告げ、後に「未来の記憶」とも形容した。この際、黒に会うための道程が記されていると教えられた未咲は、三号機関の正体も含めて探るうちに アンバーの音声メッセージを発見、それによりこの文書の発見に至った。
総務省の「甲種消費実態調査報告」のデータの中に暗号化されて隠されていた。
イザナギ
三鷹文書に記された存在。
その正体は紫苑。彼がイザナミと会うことで世界に災厄（進化）が起きるとされるが、劇中では「新しい世界が生まれる」とも言われた。紫苑のイザナギとしての役割は、地球のもう一つのコピーを作ることであった。名称の由来は日本神話に登場する神（イザナギを参照）。
イザナミ
三鷹文書に記された存在。三号機関が“重要物資”と呼び、厳重に秘匿管理していた。
銀の別人格として彼女の内に存在し、契約者自身の能力を暴走させる形で殺す能力を持つ。銀の中から出現した際には、黒いボディスーツを纏っている。本来の銀の人格は白いボディスーツを纏って現れる。
覚醒したイザナミは、人間の肉体から魂を取り出す力を備えており取り出された者は死ぬが、その魂は紫苑（イザナギ）が創り出した「もう一つの地球」へと送られ転生する。名称の由来は日本神話に登場する神（イザナミを参照）。
対契約者兵器（たいけいやくしゃへいき）
オレイユ曰く「文字通り、契約者を抹殺する為の兵器」「（前作で地獄門を消滅させるために建造されたサターン・リングが）原型に近い」とされる。三号機関が所有・運用し、これを用いた罠により黒は契約者としての能力を失う。拳銃型に小型化した物をオレイユ自身も護身用として所持している。
ME技術（エムイーぎじゅつ）
詳細は『DARKER THAN BLACK -黒の契約者-』を参照。
人の記憶を抹消するゲート由来の技術。パブリチェンコ博士はこの研究の第一人者であり、今作では各国諜報機関も用いている。また「MEスクイーズ（エムイースクイーズ）」と呼ばれる遺体から記憶を抽出する技術も存在しており、その技術による装置は「MEスクイーザー（エムイースクイーザー）」と呼ばれる。その他にも「MEネットワーク（エムイーネットワーク）」なる人の潜在的意識下の相互作用による何らかのものが作中で語られており、パブリチェンコ博士はこれを極秘に研究していたとされている。
旧第18研究棟（きゅうだいじゅうはちけんきゅうとう）
ゲート内の施設。イザナミが札幌から東京へと移送された場所であり、この場所を知るものは組織内でもごく僅か。耀子はそのうちの一人であったため、黒に拉致され鎮目に殺されることになる。
弓張り月（ゆみはりづき）
「その兆し沈むことなく昇る弓張り月にあり」と三鷹文書の一文に記されている物。
第10話にて夜空に突如出現した「月」を指しており、その実体は紫苑が能力で地球をコピーして創った「もう一つの地球」であった。紫苑、ミハイル、マダム・オレイユはこの星の創造を目的として計画を推進させており、ゲートや契約者のない新しい世界を創ることを最終的な目的としていた。イザナミによって魂を奪われた者はここに転生する。
地球へと接近し、イザナギとイザナミの邂逅、黒と銀の交渉後は再び離れていった。名詞としての意味は「弦月」を参照。
ゲート中心核
東京、地獄門（ヘルズ・ゲート）の中央部。イザナギとイザナミが邂逅したツキミソウの群生する地。イザナミと蘇芳が対峙した場所であり、黒もまたイザナミ――銀とここで再会する。「門より出し者」が出現した場所でもある。
門より出し者（もんよりいでしもの）
その存在は三鷹文書の「門より出し者 誰ぞや知れず」との一文に記されていた。
最終話のエンドロールシーンにて登場。銀に似た姿の少年であり、ゲート中心核に出現した棺桶状の物体の中に眠っていた。イザナミと同様の能力を持っている様子で、目覚めた直後にジョン・スミスおよび米軍海兵隊員らの魂を抜き取り殺害する。その後は不明。なお劇中での決まった呼称は無く、ここでの名称は便宜上のもの。

## スタッフ
- 原作 - BONES[3]、岡村天斎[3]
- 監督 - 岡村天斎[3]
- キャラクター原案 - 岩原裕二
- キャラクターデザイン・総作画監督 - 小森高博[3]
- 美術デザイン - 青井孝[3]、岡田有章[3]
- プロップデザイン - やまだたかひろ[3]
- 美術監督 - 青井孝[3]
- 色彩設計 - 水田信子[3]
- 撮影監督 - 神林剛[3]
- 音響監督 - 若林和弘[3]
- 音楽 - 石井妥師[3]
- アニメーション制作 - ボンズ[3]
- 製作 - DTBG製作委員会[3]（アニプレックス、ボンズ、博報堂DYメディアパートナーズ、ムービック、ソニー・コンピュータエンタテインメント[注 7]）、毎日放送

## 主題歌
オープニングテーマ「ツキアカリのミチシルベ」
作詞・作曲 - AIMI / 編曲 - ステレオポニー、BOND×mw / 歌 - ステレオポニー
エンディングテーマ「From Dusk Till Dawn」
歌 - abingdon boys school

## 各話リスト
※話数とサブタイトルは作中の表記に準拠。
| 話数     | サブタイトル              | 脚本     | 絵コンテ   | 演出         | 作画監督                              | 放送日         |
| -------- | ------------------------- | -------- | ---------- | ------------ | ------------------------------------- | -------------- |
| 第一話   | 黒猫は星の夢を見ない⋯     | 岡村天斎 | 岡村天斎   | 岡村天斎     | 小森高博                              | 2009年 10月8日 |
| 第二話   | 堕ちた流星⋯               | 吉野弘幸 | 岡村天斎   | 千葉大輔     | 小平佳幸                              | 10月15日       |
| 第三話   | 氷原に消える⋯             | 吉野弘幸 | 初見浩一   | 初見浩一     | 村井孝司                              | 10月22日       |
| 第四話   | 方舟は湖水に揺蕩う⋯       | 岡田麿里 | 五十嵐卓哉 | 岩崎太郎     | 工藤裕加                              | 10月29日       |
| 第五話   | 硝煙は流れ、命は流れ⋯     | 岡田麿里 | 山本秀世   | 山本秀世     | 斉藤英子                              | 11月5日        |
| 第六話   | 香りは甘く、心は苦く⋯     | 岡田麿里 | 原口浩     | すがやゆりこ | 渡辺るりこ                            | 11月12日       |
| 第七話   | 風花に人形は唄う⋯         | 大西信介 | 金子伸吾   | 金子伸吾     | 石井百合子                            | 11月19日       |
| 第八話   | 夏の日、太陽はゆれて⋯     | 大西信介 | もりたけし | 伊藤秀樹     | 伊藤秀樹                              | 11月26日       |
| 第九話   | 出会いはある日突然に⋯     | 大西信介 | 岡村天斎   | 大西景介     | 小田嶋瞳 根岸宏行                     | 12月3日        |
| 第十話   | 偽りの街角に君の微笑みを⋯ | 岡田麿里 | 岡村天斎   | 比嘉直       | 小平佳幸 長谷部敦志                   | 12月10日       |
| 第十一話 | 水底は乾き、月は満ちる⋯   | 菅正太郎 | 山本秀世   | 山本秀世     | 村井孝司 渡辺るり子 永井達郎          | 12月17日       |
| 第十二話 | 星の方舟                  | 菅正太郎 | 岡村天斎   | 岡村天斎     | 石井百合子 伊藤秀樹 小田嶋瞳 根岸宏行 | 12月24日       |

## 放送局
| 放送地域   | 放送局            | 放送期間                       | 放送日             | 放送系列   | 備考                                      |
| ---------- | ----------------- | ------------------------------ | ------------------ | ---------- | ----------------------------------------- |
| 近畿広域圏 | 毎日放送          | 2009年10月8日 - 12月24日       | 木曜 25:25 - 25:55 | TBS系列    | 製作局                                    |
| 関東広域圏 | TBSテレビ         | 2009年10月9日 - 12月25日       | 金曜 25:55 - 26:25 | TBS系列    |                                           |
| 中京広域圏 | 中部日本放送      | 2009年10月21日 - 2010年1月6日  | 水曜 26:00 - 26:30 | TBS系列    | 第1話・第2話、第11話・第12話は2話連続放送 |
| 日本全域   | PlayStation Store | 2009年11月25日 - 2010年1月13日 | 水曜 更新          | ネット配信 | 有料配信                                  |
| 日本全域   | dアニメストア     | 不明                           | 見放題             | ネット配信 | 月額制配信サイト                          |

## Blu-ray・DVD
ジャケットはキャラクターデザインの小森高博描き下ろし。
初回限定版はBlu-ray・DVD共通で、毎回キャラクター原案の岩原裕二描き下ろし三方背BOX仕様。40Pのブックレットが付属、メタリックジャケット仕様となっている。
また、偶数巻（2･4･6･8巻）には、「黒の契約者」と「流星の双子」の空白の2年を繋ぐ全4話の新作OVA「DARKER THAN BLACK -黒の契約者-外伝」が、1話ずつ収録。
- 第1巻 / 2009年12月23日(ANSB-9481) / 第1話・第2話
- 第2巻 / 2010年1月27日(ANSB-9482) / 第3話・OVA「黒の契約者」外伝第1話
- 第3巻 / 2010年2月24日(ANSB-9483) / 第4話・第5話
  - 完全生産限定版に特典CD同梱
- 第4巻 / 2010年3月24日(ANSB-9484) / 第6話・OVA「黒の契約者」外伝第2話
- 第5巻 / 2010年4月21日(ANSB-9485) / 第7話・第8話
  - 完全生産限定版に特典CD同梱
- 第6巻 / 2010年5月26日(ANSB-9486) / 第9話・OVA「黒の契約者」外伝第3話
- 第7巻 / 2010年6月24日(ANSB-9487) / 第10話・第11話
- 第8巻 / 2010年7月21日(ANSB-9488) / 第12話・OVA「黒の契約者」外伝第4話
- Blu-ray BOX / 2014年1月15日 Blu-ray Disc 4枚組。

## Webラジオ
テレビアニメ放送に関連して、公式サイトにてWebラジオ『DARKER THAN BLACK BACKSTAGE PASS』が、不定期更新で2010年8月16日まで配信された。
メインパーソナリティの木内秀信を始め、第1回から第6回までは花澤香菜との2人で担当し、第7回から第13回までは福圓美里（第6回はゲストとして）との2人で担当。
第7回以降、ゲストなしでのラジオを配信していたが、第13回はゲストを招き、公開録音の模様を配信した。
コーナーの「DARKER THAN BLACK BOX」では、箱の中の紙をパーソナリティやゲストがランダムに引き、その紙に書かれているキーワード（本編に関連して出てきた単語）にまつわるトークを繰り広げる形となっている。
メインパーソナリティ
- 木内秀信（黒役）

アシスタントパーソナリティ
- 花澤香菜（蘇芳・パブリチェンコ役） 第1回 - 第6回
- 福圓美里（銀役） 第7回 - 第13回（最終回）

ゲスト
- 第2回 - 沢木郁也（猫役）
- 第3回 - 浅井清己（ジュライ役）
- 第4回 - 沢木郁也
- 第5回 - 三宅健太（鎮目弦馬役）
- 第6回 - 福圓美里
- 第13回 - 花澤香菜、浅井清己

## 関連書籍
- 『DARKER THAN BLACK -流星の双子-』OFFICIAL FANBOOK「三鷹文書分析報告」
  - 2010年9月25日発売（ISBN 978-4-7575-2985-4）
  - 発行：スクウェア・エニックス